# Альварадо, Карлос (футболист, 1927)
Ка́рлос Альвара́до Вильяло́бос (исп. Carlos Alvarado Villalobos; 19 декабря 1927, Санта-Барбара, Эредия — 27 июля 2024) — коста-риканский футбольный вратарь, известен по выступлениям за клуб «Алахуэленсе», с которым выиграл шесть чемпионских титулов.

## Биография

### Клубная карьера
Альварадо большую часть футбольной карьеры играл за «Алахуэленсе», в котором начал карьеру в 1944 году, а в 1945 году выиграл чемпионский титул.
В 1947 году Альварадо переехал в Мексику, выступал за «Америку», где играл один сезон. Вернувшись на родину, следующие 12 сезонов Альварадо играл за «Алахуэленсе», с которым достиг 5 чемпионских титулов. Помимо этого, в 1950 году играл в Колумбии за «Америку де Кали», после чего вернулся в «Алахуэленсе». Всего в составе «Алахуэленсе» в Примере Дивисьон сыграл 159 матчей.
30 ноября 1960 года в товарищеском матче со сборной Гонконга сыграл последний матч в профессиональной карьере; эта игра закончилась победой «Алахуэленсе» со счётом 2:1.

### Карьера в сборной
В составе сборной Коста-Рики выиграл три чемпионата КККФ (1953, 1955, 1960) и завоевал серебряную медаль на футбольном турнире на Панамериканских играх 1951 года. Всего за сборную Коста-Рики сыграл 25 матчей.

### Смерть
Скончался 27 июля 2024 года в возрасте 96 лет после непродолжительной болезни.

## Достижения
«Алахуэленсе»
- Чемпион Коста-Рики (6): 1945, 1949, 1950, 1958, 1959, 1960

 Коста-Рика
- Победитель Чемпионата КККФ (3): 1953, 1955, 1960